# Moctezuma, Chihuahua

Moctezuma este o mică localitate în statul Chihuahua din Mexic, aflată la coordonatele geografice următoare 30° 12' latitudine nordică și 106° 26' longitudine vestică.